# Leptodactylus rhodomystax
Espèce
Synonymes
- Leptodactylus stictigularis Noble, 1923

Statut de conservation UICN

 LC  : Préoccupation mineure
Leptodactylus rhodomystax est une espèce d'amphibiens de la famille des Leptodactylidae.

## Répartition
Cette espèce se rencontre entre le niveau de la mer et 500 m d'altitude dans le bassin de l'Amazone :

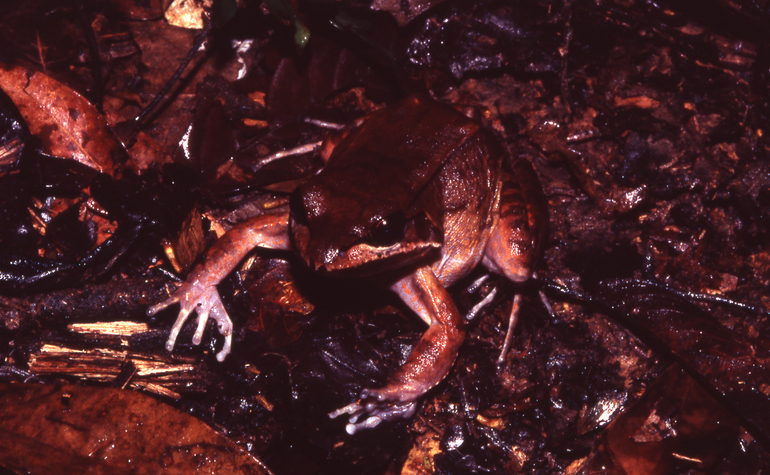
Leptodactylus rhodomystax

- au Pérou ;
- en Bolivie ;
- en Colombie ;
- en Équateur ;
- au Brésil ;
- en Guyane ;
- au Suriname ;
- au Guyana.

## Étymologie
Le nom spécifique rhodomystax vient du grec rhodon, rose, et de mystax, la moustache, en référence à l'aspect de sa lèvre supérieure.

## Publication originale
- Boulenger, 1884 "1883" : On a Collection of Frogs from Yurimaguas, Huallaga River, Northern Peru. Proceedings of the Zoological Society of London, vol. 1883, no 4, p. 635-638 (texte intégral).